# Dendrobium brachyanthum
Dendrobium brachyanthum är en orkidéart som beskrevs av Rudolf Schlechter. Dendrobium brachyanthum ingår i släktet Dendrobium, och familjen orkidéer. Inga underarter finns listade i Catalogue of Life.